# 현실도피
현실도피 ( Escapism ) 란 일상 생활의 불편한 면들에서 정신적으로 방향을 전환하는 것으로 주로 상상이나 유흥을 동반한다.  다른 예로는 우울증이나 슬픔의 지속적인 감정으로부터 자신을 멀리하는 것을 뜻한다.

## 개념
모든 분야에서 사람들은 일상 생활의 무게를 없애기 위해 노력해 왔다.  디지털 세계로의 전환이 대표적이다.  주로 현실도피는 부정적인 말로 쓰이는데, 그 이유는 현실 세계와 의미있게 소통하려는 데 불행하고, 무능한 자신에 대하여 적절한 행동을 취하는 것이 보다 적절하다고 생각되기 때문이다.
이러한 부정적인 견해보다는 다른 쪽의 생각도 있다. 그 중의 한 명이 C. S. 루이스로 그는 도피의 주된 적은 간수이며 현실도피가 정신을 새롭게 하고 상상력을 확장시키는 데 도움이 된다고 하였다.  마찬가지로, J. R. R. 톨킨은 판타지 문학에서 현실도피는 현실을 제 2의 세계 안에서 창조적으로 표현하게 만든다고 주장하였다.  테리 프래체트는 20세기에 들어 현실 도피 문학이 보다 긍정적인 시각으로 발전되었다고 보았다.  문학 뿐만 아니라, 음악과 비디오 게임도 도피의 예술적인 매체로 볼 수 있다.

## 현실도피 사회
일부 사회 비평가들은 권력자들이 국민의 삶의 조건을 향상시키기 보다는 현실도피적인 수단을 제공하여 사회를 조종하려고 한다며 경고한다.  유베날리스는 이런 현상을 " 빵과 서커스"라고 불렀다.

## 같이 보기
- 빵과 서커스
- 백일몽
- 원시주의
- 피터 팬 증후군